# Butler B. Miltonberger

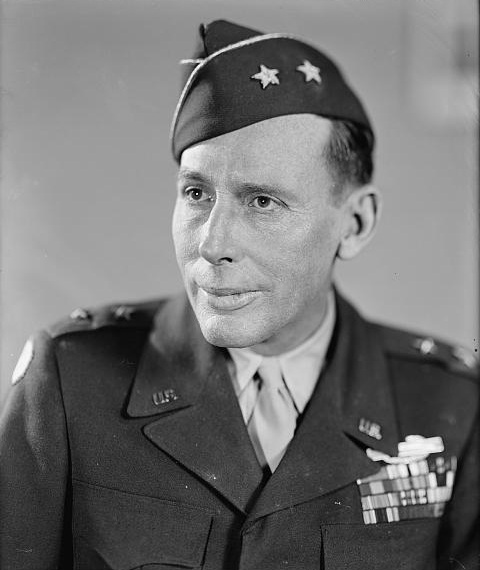
Butler B. Miltonberger

Butler Buchanan Miltonberger (* 31. August 1897 in North Platte, Nebraska; † 23. März 1977 ebenda) war ein Generalmajor der United States Army. Er war unter anderem Kommandeur des National Guard Bureau (NGB).

## Leben
Butler Miltonberger war ein Sohn von Ira Luke Miltonberger (1854–1919) und dessen Frau Jennie M. Buchanan (1857–1944) und besuchte die öffentlichen Schulen seiner Heimat. Im Jahr 1916 trat er als einfacher Soldat der Nebraska National Guard bei. In der Folge wurde er als Teil der amerikanischen Verbände, die an der Mexikanischen Expedition teilnahmen, unter das Kommando des Bundes gestellt und an die mexikanische Grenze versetzt.
Nach dem amerikanischen Eintritt in den Ersten Weltkrieg wurde er zunächst in einem Ausbildungslager in New Mexico auf einen Kriegseinsatz vorbereitet. Im Oktober 1918 wurde er zur 4. Infanteriedivision versetzt, die bereits auf dem europäischen Kriegsschauplatz aktiv war. Wenige Wochen nach seiner Ankunft in Europa endeten am 11. November 1918 mit dem Waffenstillstand die Kampfhandlungen. In der Folge wurde er zum First Sergeant befördert. Als solcher kehrte er im Jahr 1919 in die Vereinigten Staaten zurück.
Im August 1919 schied Butler Miltonberger vorübergehend aus dem Militärdienst aus. Im Mai 1923 trat er erneut der Nationalgarde seines Heimatstaates bei und gelangte nach einer Offiziersausbildung als Leutnant in deren Offizierskorps. Dort und später auch im regulären US-Heer stieg er im Lauf der Jahre vom Leutnant bis zum Zwei-Sterne-General auf.
In den folgenden Jahren diente er in unterschiedlichen Funktionen im 134. Infanterieregiment, das ab 1935 der 35. Infanteriedivision unterstand. Das Regiment war Teil der Nationalgarde von Nebraska. In den Jahren zwischen den beiden Weltkriegen beschränkten sich deren Aktivitäten auf regelmäßige Übungen. Hauptberuflich war Miltonberger unter anderem bei der Post beschäftigt. Außerdem war er bei der Landvermessung und in der Baubranche tätig. Ende der 1930er Jahre wurden angesichts der internationalen Bedrohungen vermehrte Manöver abgehalten.
Im Dezember 1940 wurde die 35. Infanteriedivision und mit ihr Miltonbergers Regiment mobilisiert. Im Jahr 1941 nahmen sie zusammen mit anderen Einheiten an umfangreichen Manövern in Louisiana teil. Zwischen Mai 1941 und Februar 1945 kommandierte er das 134. Infanterieregiment. Seit Mai 1944 war er mit seinem Regiment auf dem europäischen Kriegsschauplatz eingesetzt. Im Sommer und Herbst gehörte die 134. Infanteriedivision zu den Truppen, die von Frankreich kommend nach Osten in Richtung Deutschland vordrangen. Sie war unter anderem an der erfolgreichen Abwehr der deutschen Ardennenoffensive beteiligt.
Im Februar 1945 wurde Butler Miltonberger zum Brigadegeneral befördert. Gleichzeitig wurde er stellvertretender Kommandeur der übergeordneten 35. Infanteriedivision. Mit dieser setzte er den Vormarsch bis weit nach Deutschland fort. Nach seiner Rückkehr in die Vereinigten Staaten und seiner Beförderung zum Generalmajor erhielt er am 1. Februar 1946 als Nachfolger von John F. Williams das Kommando über das NGB. Dieses Amt übte er bis zum 29. September 1947 aus, als Kenneth F. Cramer seine Nachfolge antrat. Anschließend schied er auch aus gesundheitlichen Gründen aus dem aktiven Militärdienst aus. In der Folge war er noch für einige Zeit für die Staatsregierung von Nebraska tätig (employee of the Nebraska State Engineer).
Butler Miltonburger verbrachte seinen Lebensabend in seinem Geburtsort North Platte. Er starb am 23. März 1977 und wurde auf dem Fort McPherson National Cemetery in Nebraska beigesetzt.

## Orden und Auszeichnungen
Butler Miltonberger erhielt im Lauf seiner militärischen Laufbahn unter anderem folgende Auszeichnungen:
- Army Distinguished Service Medal
- Silver Star
- Legion of Merit
- Bronze Star Medal
- Mexican Border Service Medal
- World War I Victory Medal
- Army of Occupation of Germany Medal
- American Defense Service Medal
- American Campaign Medal
- European-African-Middle Eastern Campaign Medal
- World War II Victory Medal
- Orden der Ehrenlegion (Frankreich)
- Kriegskreuz (Frankreich)
- Orden von Oranien-Nassau (Niederland)